# Ukrajna a 2004. évi nyári olimpiai játékokon
Ukrajna a görögországi Athénban megrendezett 2004. évi nyári olimpiai játékok egyik részt vevő nemzete volt. Az országot az olimpián 23 sportágban 239 sportoló képviselte, akik összesen 22 érmet szereztek.

## Érmesek
| Érem  | Versenyző | Sportág       | Versenyszám                  |
| ----- | --- | ------------- | ---------------------------- |
| Arany | Elbrusz Tedejev | Birkózás      | Férfi szabadfogás, 66 kg     |
| Arany | Irina Merlenyi | Birkózás      | Női szabadfogás, 48 kg       |
| Arany | Olena Kosztevics | Sportlövészet | Női légpisztoly              |
| Arany | Natalija Szkakun | Súlyemelés    | Női 63 kg                    |
| Arany | Valerij Honcsarov | Torna         | Férfi korlát                 |
| Arany | Jurij Nyikityin | Torna         | Férfi trambulin              |
| Arany | Jana Klocskova | Úszás         | Női 200 m vegyes             |
| Arany | Jana Klocskova | Úszás         | Női 400 m vegyes             |
| Ezüst | Olena Ovcsarova-Kraszovszka | Atlétika      | Női 100 m gát                |
| Ezüst | Roman Hontyuk | Cselgáncs     | Férfi váltósúly              |
| Ezüst | Ihor Razorjonov | Súlyemelés    | Férfi 105 kg                 |
| Ezüst | Hanna Kalinyina Szvitlana Matevuseva Ruszlana Taran | Vitorlázás    | Női yngling                  |
| Ezüst | Heorhij Leoncsuk Rogyion Luka | Vitorlázás    | Könnyű 49-es dingi           |
| Bronz | Tetyana Terescsuk-Antipova | Atlétika      | Női 400 m gát                |
| Bronz | Viktorija Sztyopina | Atlétika      | Női magasugrás               |
| Bronz | Szerhij Bilouscsenko Szerhij Hriny Oleh Likov Leonyid Saposnikov | Evezés        | Férfi négypárevezős          |
| Bronz | Dmitro Hracsov Viktor Ruban Olekszandr Szergyuk | Íjászat       | Férfi csapat                 |
| Bronz | Hanna Balabanova Olena Cserevatova Inna Oszipenko-Radomszka Tetyana Szemikina | Kajak-kenu    | Női kajak négyes 500 m       |
| Bronz | Nemzeti válogatott Natalija Boriszenko Anasztaszija Borogyina Hanna Burmisztrova Olena Cihicja Irina Honcsarova Olena Jacenko Natalija Ljapina Halina Markusevszka Olena Radcsenko Okszana Rajhel Ljudmila Sevcsenko Tetyana Sinkarenko Hanna Szjukalo Marina Verheljuk Larisza Zaszpa | Kézilabda     | Női                          |
| Bronz | Hanna Bezszonova | Torna         | Ritmikus gimnasztika, egyéni |
| Bronz | Andrij Szergyinov | Úszás         | Férfi 100 m pillangó         |
| Bronz | Vladiszlav Tretyak | Vívás         | Férfi kard, egyéni           |

## Atlétika
Férfi
| Versenyző                                                         | Versenyszám     | Előfutam | Előfutam | Előfutam | Negyeddöntő | Negyeddöntő | Negyeddöntő | Elődöntő | Elődöntő | Elődöntő | Döntő         | Döntő         |
| Versenyző                                                         | Versenyszám     | Idő      | Hely.    | Össz.    | Idő         | Hely.       | Össz.       | Idő      | Hely.    | Össz.    | Idő           | Helyezés      |
| ----------------------------------------------------------------- | --------------- | -------- | -------- | -------- | ----------- | ----------- | ----------- | -------- | -------- | -------- | ------------- | ------------- |
| Ivan Hesko                                                        | 800 m           | 1:45,92  | 2.       | 15.      |             |             |             | 1:46,66  | 4.       | 15.      | kiesett       | kiesett       |
| Ivan Hesko                                                        | 1500 m          | 3:37,78  | 3.       | 3.       |             |             |             | 3:36,20  | 5.       | 5.       | 3:35,82       | 5.            |
| Szerhij Lebigy                                                    | 5000 m          | 14:10,23 | 17.      | 35.      |             |             |             |          |          |          | kiesett       | kiesett       |
| Szerhij Demigyuk                                                  | 110 m gát       | 13,80    | 6.       | 39.      | kiesett     | kiesett     | kiesett     | kiesett  | kiesett  | kiesett  | kiesett       | kiesett       |
| Vadim Szlobodenyuk                                                | 3000 m akadály  | 8:24,84  | 8.       | 18.      |             |             |             |          |          |          | kiesett       | kiesett       |
| Dmitro Baranovszkij                                               | Maraton         |          |          |          |             |             |             |          |          |          | nem ért célba | nem ért célba |
| Volodimir Demcsenko Jevhen Zjukov Mihajlo Knis Andrij Tverdosztup | 4 × 400 m váltó | 3:04,01  | 6.       | 11.      |             |             |             |          |          |          | kiesett       | kiesett       |

| Versenyző            | Versenyszám   | Selejtező                | Selejtező                | Döntő           | Döntő           |
| Versenyző            | Versenyszám   | Eredmény                 | Helyezés                 | Eredmény        | Helyezés        |
| -------------------- | ------------- | ------------------------ | ------------------------ | --------------- | --------------- |
| Andrij Szokolovszkij | Magasugrás    | 228 cm                   | 4.**                     | 232 cm          | 5.              |
| Denisz Jurcsenko     | Rúdugrás      | 570 cm                   | 10.                      | 565 cm          | 9.*             |
| Ruszlan Jeremenko    | Rúdugrás      | 570 cm                   | 1.****                   | 555 cm          | 13.**           |
| Olekszandr Korcsmid  | Rúdugrás      | 570 cm                   | 14.                      | 555 cm          | 16.             |
| Volodimir Zjuszkov   | Távolugrás    | 788 cm                   | 18.                      | kiesett         | kiesett         |
| Viktor Jasztrebov    | Hármasugrás   | 16,43 m                  | 23.                      | kiesett         | kiesett         |
| Mikola Szavolajnen   | Hármasugrás   | 16,56 m                  | 20.                      | kiesett         | kiesett         |
| Jurij Bilonoh        | Súlylökés     | utólag kizárták          | utólag kizárták          | utólag kizárták | utólag kizárták |
| Roman Virasztyuk     | Súlylökés     | 18,52 m                  | 35.                      | kiesett         | kiesett         |
| Olekszandr Krikun    | Kalapácsvetés | 75,42 m                  | 18.                      | kiesett         | kiesett         |
| Vladiszlav Piszkunov | Kalapácsvetés | érvényes kísérlet nélkül | érvényes kísérlet nélkül | kiesett         | kiesett         |
| Artem Rubanko        | Kalapácsvetés | 75,08 m                  | 19.                      | kiesett         | kiesett         |

Női
| Versenyző                                                                    | Versenyszám     | Előfutam      | Előfutam      | Előfutam      | Negyeddöntő | Negyeddöntő | Negyeddöntő | Elődöntő | Elődöntő | Elődöntő | Döntő         | Döntő         |
| Versenyző                                                                    | Versenyszám     | Idő           | Hely.         | Össz.         | Idő         | Hely.       | Össz.       | Idő      | Hely.    | Össz.    | Idő           | Helyezés      |
| ---------------------------------------------------------------------------- | --------------- | ------------- | ------------- | ------------- | ----------- | ----------- | ----------- | -------- | -------- | -------- | ------------- | ------------- |
| Zsanna Pintuszevics-Blok                                                     | 100 m           | 11,25         | 2.            | 14.           | 11,27       | 5.          | 14.         | 11,23    | 6.       | 13.      | kiesett       | kiesett       |
| Tetyana Tkalics                                                              | 100 m           | 11,58         | 4.            | 40.           | kiesett     | kiesett     | kiesett     | kiesett  | kiesett  | kiesett  | kiesett       | kiesett       |
| Marina Majdanova                                                             | 200 m           | 22,76         | 3.            | 10.*          | 22,86       | 3.          | 9.          | 22,75    | 5.       | 9.       | kiesett       | kiesett       |
| Antonyina Jefremova                                                          | 400 m           | 51,53         | 3.            | 19.           |             |             |             | 51,90    | 6.       | 19.      | kiesett       | kiesett       |
| Tetyana Petljuk                                                              | 800 m           | 2:02,07       | 3.            | 16.           |             |             |             | 1:59,48  | 3.       | 10.      | kiesett       | kiesett       |
| Irina Liscsinszka                                                            | 1500 m          | nem ért célba | nem ért célba | nem ért célba |             |             |             | kiesett  | kiesett  | kiesett  | kiesett       | kiesett       |
| Nelja Neporadna                                                              | 1500 m          | 4:08,60       | 9.            | 27.           |             |             |             | kiesett  | kiesett  | kiesett  | kiesett       | kiesett       |
| Natalija Tobiasz                                                             | 1500 m          | 4:06,06       | 2.            | 7.            |             |             |             | 4:07,55  | 6.       | 14.      | kiesett       | kiesett       |
| Natalija Berkut                                                              | 10 000 m        |               |               |               |             |             |             |          |          |          | nem ért célba | nem ért célba |
| Olena Ovcsarova-Kraszovszka                                                  | 100 m gát       | 12,84         | 3.            | 9.            |             |             |             | 12,58    | 3.       | 4.       | 12,45         |               |
| Tetyana Terescsuk-Antipova                                                   | 400 m gát       | 54,63         | 2.            | 4.            |             |             |             | 53,37    | 3.       | 4.       | 53,44         |               |
| Vira Zozulja                                                                 | 20 km gyaloglás |               |               |               |             |             |             |          |          |          | 1:38:45       | 42.           |
| Irina Kozsemjakina Marina Majdanova Tetyana Tkalics Zsanna Pintuszevics-Blok | 4 × 100 m váltó | 43,77         | 7.            | 13.           |             |             |             |          |          |          | kiesett       | kiesett       |
| Olekszandra Rizskova Okszana Illjuskina Antonyina Jefremova Natalija Pihida  | 4 × 400 m váltó | 3:28,62       | 7.            | 13.           |             |             |             |          |          |          | kiesett       | kiesett       |

| Versenyző                 | Versenyszám   | Selejtező | Selejtező | Döntő    | Döntő    |
| Versenyző                 | Versenyszám   | Eredmény  | Helyezés  | Eredmény | Helyezés |
| ------------------------- | ------------- | --------- | --------- | -------- | -------- |
| Inha Babakova             | Magasugrás    | 192 cm    | 10.       | 193 cm   | 9.       |
| Irina Mihalcsenko         | Magasugrás    | 195 cm    | 1.**      | 196 cm   | 5.       |
| Viktorija Sztyopina       | Magasugrás    | 195 cm    | 1.**      | 202 cm   |          |
| Anzsela Balahonova        | Rúdugrás      | 440 cm    | 13.       | 440 cm   | 6.***    |
| Olena Hovorova            | Hármasugrás   | 14,56 m   | 11.*      | 14,35 m  | 10.      |
| Tetyana Scsurenko         | Hármasugrás   | 13,55 m   | 30.       | kiesett  | kiesett  |
| Okszana Zaharcsuk         | Súlylökés     | 17,28 m   | 19.       | kiesett  | kiesett  |
| Olena Antonova            | Diszkoszvetés | 64,20 m   | 3.        | 65,75 m  | 5.       |
| Natalija Fokina-Szemenova | Diszkoszvetés | 58,28 m   | 24.       | kiesett  | kiesett  |
| Irina Szekacsova          | Kalapácsvetés | 71,63 m   | 4.        | 70,40 m  | 8.       |
| Tetyana Ljahovics         | Gerelyhajítás | 63,07 m   | 3.        | 61,75 m  | 8.       |

| Versenyző           | Versenyszám | 100 m gát | 100 m gát | Magasugrás | Magasugrás | Súlylökés | Súlylökés | 200 m | 200 m | Távolugrás | Távolugrás | Gerelyhajítás | Gerelyhajítás | 800 m   | 800 m | Végeredmény | Végeredmény |
| Versenyző           | Versenyszám | Idő       | Pont      | Eredmény   | Pont       | Eredmény  | Pont      | Idő   | Pont  | Eredmény   | Pont       | Eredmény      | Pont          | Idő     | Pont  | Pont        | Helyezés    |
| ------------------- | ----------- | --------- | --------- | ---------- | ---------- | --------- | --------- | ----- | ----- | ---------- | ---------- | ------------- | ------------- | ------- | ----- | ----------- | ----------- |
| Julija Akulenko     | Hétpróba    | 14,11     | 963       | 173 cm     | 891        | 13,15 m   | 737       | 24,57 | 927   | 602 cm     | 856        | 48,62 m       | 833           | 2:22,58 | 789   | 5996        | 23.         |
| Natalija Dobrinszka | Hétpróba    | 13,89     | 994       | 182 cm     | 1003       | 14,70 m   | 841       | 25,02 | 885   | 623 cm     | 921        | 44,08 m       | 746           | 2:17,01 | 865   | 6255        | 8.          |

* - egy másik versenyzővel azonos időt/eredményt ért el

** - két másik versenyzővel azonos eredményt ért el

*** - három másik versenyzővel azonos eredményt ért el

**** - négy másik versenyzővel azonos eredményt ért el

## Birkózás

### Férfi
Kötöttfogású
| Versenyző          | Versenyszám | Csoportkör | Csoportkör | Negyeddöntő                  | Elődöntő                   | Bronz- mérkőzés              | Döntő             | Helyezés |
| Versenyző          | Versenyszám | Ellenfél Eredmény | Hely.      | Ellenfél Eredmény            | Ellenfél Eredmény          | Ellenfél Eredmény            | Ellenfél Eredmény | Helyezés |
| ------------------ | ----------- | --- | ---------- | ---------------------------- | -------------------------- | ---------------------------- | ----------------- | -------- |
| Olekszij Vakulenko | 55 kg       | D csoport · Dennis Hall (USA) · 3-0 · Petr Švehla (CZE) · 4-0                                                         | 1.         | Irakli Csocsua (GEO) · 14-12 | Majoros István (HUN) · 1-3 | Artyom Kjuregjan (GRE) · 1-6 |                   | 4.       |
| Olekszandr Hvoscs  | 60 kg       | C csoport · Armen Nazarjan (BUL) · 1-8 · Asraf el-Garábli (EGY) · 3-12                                                | 3.         | kiesett                      | kiesett                    | kiesett                      | kiesett           | 17.      |
| Armen Vardanyan    | 66 kg       | E csoport · Şeref Eroğlu (TUR) · 0-5 · Luis Fernando Izquieredo (COL) · 13-0 · Manucsar Kvirkelia (GEO) · DSQ         | 2.         | kiesett                      | kiesett                    | kiesett                      | kiesett           | 5.       |
| Volodimir Sackih   | 74 kg       | E csoport · Vartyeresz Szamurgasev (RUS) · 0-4 · Konstantin Schneider (GER) · TUS · Mohammad Babulfath (SWE) · 4-0 PA | 3.         | kiesett                      | kiesett                    | kiesett                      | kiesett           | 13.      |
| Olekszandr Darahan | 84 kg       | E csoport · Hamza Yerlikaya (TUR) · 1-4 · Vladiszlav Metodiev (BUL) · 4-0 PA · Tarvi Thomberg (EST) · 5-0             | 2.         | kiesett                      | kiesett                    | kiesett                      | kiesett           | 6.       |
| David Saldadze     | 96 kg       | B csoport · Ramaz Nozadze (GEO) · 1-3 · Mirko Englich (GER) · 1-3                                                     | 3.         | kiesett                      | kiesett                    | kiesett                      | kiesett           | 16.      |

Szabadfogású
| Versenyző          | Versenyszám | Csoportkör                                                                  | Csoportkör | Negyeddöntő                        | Elődöntő                        | Bronz- mérkőzés           | Döntő                    | Helyezés |
| Versenyző          | Versenyszám | Ellenfél Eredmény                                                           | Hely.      | Ellenfél Eredmény                  | Ellenfél Eredmény               | Ellenfél Eredmény         | Ellenfél Eredmény        | Helyezés |
| ------------------ | ----------- | --------------------------------------------------------------------------- | ---------- | ---------------------------------- | ------------------------------- | ------------------------- | ------------------------ | -------- |
| Olekszandr Zaharuk | 55 kg       | E csoport · German Kontojev (BLR) · 4-3 · Bauirzsan Orazgalijev (KAZ) · 3-1 | 1.         | Mavlet Batirov (RUS) · 0-4         | kiesett                         | kiesett                   | kiesett                  | 7.       |
| Vaszil Fedorisin   | 60 kg       | A csoport · Ulan Nadirbek Uulu (KGZ) · 5-3 · Wöller Gergő (HUN) · 3-0       | 1.         | Gia Sissaouri (CAN) · 6-0          | Yandro Quintana (CUB) · 1-3     | Inoue Kendzsi (JPN) · 5-6 |                          | 4.       |
| Elbrusz Tedejev    | 66 kg       | D csoport · Serguei Rondon (CUB) · 8-2 · Otar Tusisvili (GEO) · 4-0 PA      | 1.         | Apósztolosz Taszkúdisz (GRE) · 6-2 | Leonyid Szpiridonov (KAZ) · 4-2 |                           | Jamill Kelly (USA) · 5-1 |          |
| Tarasz Danyko      | 84 kg       | E csoport · Gökhan Yavaşer (TUR) · 6-0 · Mamed Agajev (ARM) · DSQ           | 1.         | Mun Idzse (KOR) · 1-3              | kiesett                         | kiesett                   | kiesett                  | 7.       |
| Vadim Taszojev     | 96 kg       | E csoport · Hadzsimurat Gacalov (RUS) · 0-3 · Rolf Scherrer (SUI) · 6-1     | 2.         | kiesett                            | kiesett                         | kiesett                   | kiesett                  | 14.      |
| Szerhij Prjadun    | 120 kg      | C csoport · Alexis Rodríguez (CUB) · 0-8 · Nésztorasz Badzélasz (GRE) · 0-5 | 3.         | kiesett                            | kiesett                         | kiesett                   | kiesett                  | 20.      |

### Női
Szabadfogású
| Versenyző            | Versenyszám | Csoportkör                                                                                           | Csoportkör | Elődöntő                     | Bronz- mérkőzés             | Döntő                       | Helyezés |
| Versenyző            | Versenyszám | Ellenfél Eredmény                                                                                    | Hely.      | Ellenfél Eredmény            | Ellenfél Eredmény           | Ellenfél Eredmény           | Helyezés |
| -------------------- | ----------- | --- | ---------- | ---------------------------- | --------------------------- | --------------------------- | -------- |
| Irina Merlenyi       | 48 kg       | C csoport · Ligyija Karamcsakova (TJK) · 11-0 · Faní Pszathá (GRE) · 10-0 · Fazíla Luáti (TUN) · TUS | 1.         | Patricia Miranda (USA) · 9-0 |                             | Icsó Csiharu (JPN) · 2-2 PP |          |
| Tetyana Lazareva     | 55 kg       | B csoport · Ida Karlsson (SWE) · 4-2 · Mabel Fonseca (PUR) · TUS                                     | 3.         | kiesett                      | kiesett                     | kiesett                     | 8.       |
| Ljudmila Holovcsenko | 63 kg       | D csoport · Icsó Kaori (JPN) · 0-10 · Aljona Kartasova (RUS) · 0-7                                   | 3.         | kiesett                      | kiesett                     | kiesett                     | 12.      |
| Szvitlana Szajenko   | 72 kg       | D csoport · María Luíza Vrióni (GRE) · TUS · Ocsirbatín Burmá (MGL) · 3-0                            | 1.         | Gjuzel Manyurova (RUS) · TUS | Hamagucsi Kjóko (JPN) · 0-4 |                             | 4.       |

PA - visszalépett (birói döntéssel 0-4)

PP - döntő fölény

DSQ - kizárták

## Cselgáncs
Férfi
| Versenyző           | Versenyszám  | Selejtező         | 32-es főtábla                       | Nyolcaddöntő                            | Negyeddöntő                      | Elődöntő                          | Vigaszág első kör              | Vigaszág negyeddöntő          | Vigaszág elődöntő | Bronz- mérkőzés   | Döntő                             | Helyezés    |
| Versenyző           | Versenyszám  | Ellenfél Eredmény | Ellenfél Eredmény                   | Ellenfél Eredmény                       | Ellenfél Eredmény                | Ellenfél Eredmény                 | Ellenfél Eredmény              | Ellenfél Eredmény             | Ellenfél Eredmény | Ellenfél Eredmény | Ellenfél Eredmény                 | Helyezés    |
| ------------------- | ------------ | ----------------- | ----------------------------------- | --------------------------------------- | -------------------------------- | --------------------------------- | ------------------------------ | ----------------------------- | ----------------- | ----------------- | --------------------------------- | ----------- |
| Musza Nasztujev     | Harmatsúly   |                   | João Pina (POR) · 0010-1100         | kiesett                                 | kiesett                          | kiesett                           |                                |                               |                   |                   |                                   | helyezetlen |
| Hennagyij Bilogyid  | Könnyűsúly   |                   |                                     | Núr ed-Dín el-Jaagúbi (ALG) · 1000-0000 | I Vonhi (KOR) · 0000-1000        |                                   |                                | Jimmy Pedro (USA) · 0001-0100 | kiesett           | kiesett           |                                   | helyezetlen |
| Roman Hontyuk       | Váltósúly    |                   | Ádil Belgájid (MAR) · 1020-0000     | Reza Csáhhandag (IRI) · 1001-0002       | Florian Wanner (GER) · 1020-0000 | Robert Krawczyk (POL) · 1011-0013 |                                |                               |                   |                   | Ilíasz Iliádisz (GRE) · 0000-1110 |             |
| Valentin Hrekov     | Középsúly    |                   | David Alarza (ESP) · 0111-0010      | Eduardo Costa (ARG) · 0001-0112         | kiesett                          | kiesett                           |                                |                               |                   |                   |                                   | helyezetlen |
| Vitalij Bubon       | Félnehézsúly |                   | Oreidis Despaigne (CUB) · 0010-0100 | kiesett                                 | kiesett                          | kiesett                           |                                |                               |                   |                   |                                   | helyezetlen |
| Vitalij Poljanszkij | Nehézsúly    |                   | Iszlám es-Sehábi (EGY) · 1000-0000  | Paolo Bianchessi (ITA) · 0000-0201      |                                  |                                   | Kim Szongbom (KOR) · 0000-1000 | kiesett                       | kiesett           | kiesett           |                                   | helyezetlen |

Női
| Versenyző               | Versenyszám  | Selejtező                  | Nyolcaddöntő                              | Negyeddöntő                      | Elődöntő                    | Vigaszág első kör | Vigaszág negyeddöntő             | Vigaszág elődöntő            | Bronz- mérkőzés                | Döntő             | Helyezés |
| Versenyző               | Versenyszám  | Ellenfél Eredmény          | Ellenfél Eredmény                         | Ellenfél Eredmény                | Ellenfél Eredmény           | Ellenfél Eredmény | Ellenfél Eredmény                | Ellenfél Eredmény            | Ellenfél Eredmény              | Ellenfél Eredmény | Helyezés |
| ----------------------- | ------------ | -------------------------- | ----------------------------------------- | -------------------------------- | --------------------------- | ----------------- | -------------------------------- | ---------------------------- | ------------------------------ | ----------------- | -------- |
| Anasztaszija Matroszova | Félnehézsúly | I Szojon (KOR) · 1000-0000 | Varvára Akritídu (GRE) · 1100-0000        | Rachel Wilding (GBR) · 1000-0000 | Liu Hszia (CHN) · 0000-0001 |                   |                                  |                              | Lucia Morico (ITA) · 0000-1000 |                   | 5.       |
| Marina Prokofjeva       | Nehézsúly    |                            | Erdene-Ocsirín Dolgormá (MGL) · 0200-0001 | Cukada Maki (JPN) · 0000-1012    |                             |                   | Jessica Malone (AUS) · 1000-0000 | Cshö Szugi (KOR) · 1000-0000 | Szun Fu-ming (CHN) · 0000-1000 |                   | 5.       |

## Evezés
Férfi
| Versenyző                                                        | Versenyszám   | Előfutam | Előfutam | Vigaszág | Vigaszág | Elődöntő | Elődöntő | Elődöntő | Döntő | Döntő   | Döntő | Helyezés |
| Versenyző                                                        | Versenyszám   | Idő      | Hely.    | Idő      | Hely.    | Típus    | Idő      | Hely.    | Típus | Idő     | Hely. | Helyezés |
| ---------------------------------------------------------------- | ------------- | -------- | -------- | -------- | -------- | -------- | -------- | -------- | ----- | ------- | ----- | -------- |
| Szerhij Hriny Szerhij Bilouscsenko Oleh Likov Leonyid Saposnikov | Négypárevezős | 5:43,23  | 2.       |          |          | A/B      | 5:44,00  | 3.       | A     | 5:58,87 | 3.    |          |

Női
| Versenyző                                                                       | Versenyszám   | Előfutam | Előfutam | Vigaszág | Vigaszág | Döntő | Döntő    | Döntő    | Helyezés |
| Versenyző                                                                       | Versenyszám   | Idő      | Hely.    | Idő      | Hely.    | Típus | Idő      | Hely.    | Helyezés |
| ------------------------------------------------------------------------------- | ------------- | -------- | -------- | -------- | -------- | ----- | -------- | -------- | -------- |
| Natalija Huba Szvitlana Mazij                                                   | Kétpárevezős  | 7:39,02  | 3.       | 6:57,37  | 2.       | A     | 7:21,78  | 6.       | 6.       |
| Olena Ronzsina-Morozova Tetyana Kolesznyikova Olena Olefirenko Jana Dementyjeva | Négypárevezős | 6:21,24  | 4.       | 6:24,64  | 2.       | A     | kizárták | kizárták | kizárták |

## Íjászat
Férfi
| Versenyző                                       | Versenyszám | Selejtező | Selejtező | 64-es főtábla                         | 32-es főtábla                                   | Nyolcaddöntő                                                                                              | Negyeddöntő                                                                      | Elődöntő                                                                  | Döntő                                                                                                 | Helyezés |
| Versenyző                                       | Versenyszám | Pont      | Kiemelt   | Ellenfél Eredmény                     | Ellenfél Eredmény                               | Ellenfél Eredmény                                                                                         | Ellenfél Eredmény                                                                | Ellenfél Eredmény                                                         | Ellenfél Eredmény                                                                                     | Helyezés |
| ----------------------------------------------- | ----------- | --------- | --------- | ------------------------------------- | ----------------------------------------------- | --- | -------------------------------------------------------------------------------- | ------------------------------------------------------------------------- | --- | -------- |
| Dmitro Hracsov                                  | Egyéni      | 671       | 6.        | Máged Júszef (EGY) (59.) · 154-128    | Hszüe Haj-feng (CHN) (27.) · 161-162            | kiesett                                                                                                   | kiesett                                                                          | kiesett                                                                   | kiesett                                                                                               | 24.      |
| Viktor Ruban                                    | Egyéni      | 660       | 15.       | Jonathan Ohayon (CAN) (50.) · 157-140 | Wang Cheng-Pang (TPE) (18.) · 167 (+9)-167 (+8) | Larry Godfrey (GBR) (31.) · 162-167                                                                       | kiesett                                                                          | kiesett                                                                   | kiesett                                                                                               | 13.      |
| Olekszandr Szergyuk                             | Egyéni      | 654       | 25.       | Felipe López (ESP) (40.) · 164-141    | Hasse Pavia Lind (DEN) (8.) · 165-164           | Jamamoto Hirosi (JPN) (9.) · 160-168                                                                      | kiesett                                                                          | kiesett                                                                   | kiesett                                                                                               | 15.      |
| Dmitro Hracsov Viktor Ruban Olekszandr Szergyuk | Csapat      | 1985      | 4.        |                                       |                                                 | Görögország (GRE) · Jeórjiosz Kalojanídisz · Aléxandrosz Karajeorjíu · Apósztolosz Nánosz (13.) · 243-225 | Japán (JPN) · Furukava Takaharu · Hamano Júdzsi · Jamamoto Hirosi (5.) · 242-236 | Dél-Korea (KOR) · Im Donghjon · Csang Jongho · Pak Kjongmo (1.) · 239-242 | Bronzmérkőzés · Egyesült Államok (USA) · Butch Johnson · John Magera · Victor Wunderle (4.) · 237-235 |          |

Női
| Versenyző                                          | Versenyszám | Selejtező | Selejtező | 64-es főtábla                          | 32-es főtábla                          | Nyolcaddöntő                                                                                   | Negyeddöntő                                                         | Elődöntő          | Döntő             | Helyezés |
| Versenyző                                          | Versenyszám | Pont      | Kiemelt   | Ellenfél Eredmény                      | Ellenfél Eredmény                      | Ellenfél Eredmény                                                                              | Ellenfél Eredmény                                                   | Ellenfél Eredmény | Ellenfél Eredmény | Helyezés |
| -------------------------------------------------- | ----------- | --------- | --------- | -------------------------------------- | -------------------------------------- | ---------------------------------------------------------------------------------------------- | ------------------------------------------------------------------- | ----------------- | ----------------- | -------- |
| Tetyana Berezsna                                   | Egyéni      | 640       | 14.       | Foteiní Vavátszi (GRE) (51.) · 160-156 | Jennifer Nichols (USA) (19.) · 160-163 | kiesett                                                                                        | kiesett                                                             | kiesett           | kiesett           | 18.      |
| Natalija Burdejna                                  | Egyéni      | 643       | 12.       | Kavaucsi Szajoko (JPN) (53.) · 129-137 | kiesett                                | kiesett                                                                                        | kiesett                                                             | kiesett           | kiesett           | 55.      |
| Katerina Paleha                                    | Egyéni      | 595       | 59.       | Yuan Shu-Chi (TPE) (6.) · 158-162      | kiesett                                | kiesett                                                                                        | kiesett                                                             | kiesett           | kiesett           | 33.      |
| Tetyana Berezsna Natalija Burdejna Katerina Paleha | Csapat      | 1878      | 10.       |                                        |                                        | Törökország (TUR) · Damla Günay · Zekiye Keskin Şatır · Natalia Nasaridze-Çakir (7.) · 244-234 | Kína (CHN) · Ho Jing · Csang Csüan-csüan · Lin Szang (2.) · 230-241 | kiesett           | kiesett           | 6.       |

## Kajak-kenu

### Síkvízi
Férfi
| Versenyző                            | Versenyszám        | Előfutam | Előfutam | Előfutam | Elődöntő | Elődöntő | Elődöntő | Döntő   | Döntő    |
| Versenyző                            | Versenyszám        | Idő      | Hely.    | Össz.    | Idő      | Hely.    | Össz.    | Idő     | Helyezés |
| ------------------------------------ | ------------------ | -------- | -------- | -------- | -------- | -------- | -------- | ------- | -------- |
| Jurij Cseban                         | Kenu egyes 500 m   | 2:00,238 | 6.       | 18.      | 1:53,385 | 6.       | 12.      | kiesett | kiesett  |
| Jurij Cseban                         | Kenu egyes 1000 m  | 4:00,637 | 6.       | 14.      | kizárták | kizárták | kizárták | kiesett | kiesett  |
| Makszim Prokopenko Ruszlan Dzsalilov | Kenu kettes 500 m  | 1:44,532 | 5.       | 11.      | 1:42,860 | 4.       | 4.       | kiesett | kiesett  |
| Makszim Prokopenko Ruszlan Dzsalilov | Kenu kettes 1000 m | 3:36,075 | 6.       | 11.      | 3:35,740 | 6.       | 6.       | kiesett | kiesett  |

Női
| Versenyző                                                                     | Versenyszám        | Előfutam | Előfutam | Előfutam | Elődöntő | Elődöntő | Elődöntő | Döntő    | Döntő    |
| Versenyző                                                                     | Versenyszám        | Idő      | Hely.    | Össz.    | Idő      | Hely.    | Össz.    | Idő      | Helyezés |
| ----------------------------------------------------------------------------- | ------------------ | -------- | -------- | -------- | -------- | -------- | -------- | -------- | -------- |
| Hanna Balabanova Olena Cserevatova Inna Oszipenko-Radomszka Tetyana Szemikina | Kajak négyes 500 m | 1:33,057 | 2. D     | 4.       |          |          |          | 1:36,192 |          |

## Kerékpározás

### Hegyi-kerékpározás
| Versenyző        | Versenyszám        | Idő              | Helyezés |
| ---------------- | ------------------ | ---------------- | -------- |
| Szerhij Riszenko | Férfi terepverseny | 2:33:10 (+18:08) | 36.      |

### Országúti kerékpározás
Férfi
| Versenyző          | Versenyszám   | Idő                   | Helyezés      |
| ------------------ | ------------- | --------------------- | ------------- |
| Volodimir Duma     | Mezőnyverseny | nem ért célba         | nem ért célba |
| Jaroszlav Popovics | Mezőnyverseny | 5:50:35 (+8:51)       | 68.           |
| Kirilo Poszpejev   | Mezőnyverseny | 5:41:56 (+0:12)       | 23.           |
| Szerhij Honcsar    | Mezőnyverseny | 5:41:56 (+0:12)       | 21.           |
| Szerhij Honcsar    | Időfutam      | 1:01:00,47 (+3:28,73) | 23.           |
| Yuriy Krivtsov     | Időfutam      | 59:49,40 (+2:17,66)   | 11.           |
| Yuriy Krivtsov     | Mezőnyverseny | nem ért célba         | nem ért célba |

Női
| Versenyző          | Versenyszám   | Idő                 | Helyezés |
| ------------------ | ------------- | ------------------- | -------- |
| Irina Csuzsinova   | Mezőnyverseny | 3:25:42 (+1:18)     | 23.      |
| Valentina Karpenko | Mezőnyverseny | 3:33:35 (+9:11)     | 43.      |
| Natalija Kacsalka  | Mezőnyverseny | 3:28:39 (+4:15)     | 36.      |
| Natalija Kacsalka  | Időfutam      | 35:01,05 (+3:49,52) | 24.      |

### Pálya-kerékpározás
Üldözőversenyek
| Versenyző                                                         | Versenyszám                | Selejtező | Selejtező | Elődöntő                                                                                        | Elődöntő  | Elődöntő | Döntő        | Döntő     | Döntő    |
| Versenyző                                                         | Versenyszám                | Idő       | Hely.     | Ellenfél Idő                                                                                    | Saját idő | Hely.    | Ellenfél Idő | Saját idő | Helyezés |
| ----------------------------------------------------------------- | -------------------------- | --------- | --------- | ----------------------------------------------------------------------------------------------- | --------- | -------- | ------------ | --------- | -------- |
| Volodimir Gyugya                                                  | Férfi egyéni üldözőverseny | 4:18,169  | 5.        | Rob Hayles (GBR) · 4:19,559                                                                     | 4:22,720  | 7.       | kiesett      | kiesett   | kiesett  |
| Volodimir Gyugya Roman Kononenko Szerhij Matvjejev Vitalij Popkov | Férfi csapat üldözőverseny | 4:07,175  | 6.        | Spanyolország (ESP) · Carlos Castaño · Sergi Escobar · Asier Maeztu · Carlos Torrent · 4:02,374 | 4:05,266  | 6.       | kiesett      | kiesett   | kiesett  |

Pontversenyek
| Versenyző                       | Versenyszám       | Pont | Helyezés |
| ------------------------------- | ----------------- | ---- | -------- |
| Vaszil Jakovlev                 | Férfi pontverseny | 3    | 19.      |
| Ljudmila Vipirajlo              | Női pontverseny   | -20  | 18.      |
| Volodimir Ribin Vaszil Jakovlev | Férfi madison     | 9    | 5.       |

## Kézilabda

### Női

#### Eredmények
Csoportkör
A csoport
| Csapat             | M | Gy | D | V | G+  | G–  | Gk  | P |
| ------------------ | - | -- | - | - | --- | --- | --- | - |
| Ukrajna (UKR)      | 4 | 4  | 0 | 0 | 99  | 82  | +17 | 8 |
| Magyarország (HUN) | 4 | 3  | 0 | 1 | 118 | 93  | +25 | 6 |
| Kína (CHN)         | 4 | 2  | 0 | 2 | 106 | 90  | +16 | 4 |
| Brazília (BRA)     | 4 | 1  | 0 | 3 | 97  | 105 | –8  | 2 |
| Görögország (GRE)  | 4 | 0  | 0 | 4 | 74  | 124 | –50 | 0 |

| 2004. augusztus 17. 14:30 | Ukrajna (UKR) | 26–21   | Kína (CHN)   | Sports Pavillion, Athén Játékvezetők: Breto, Huelin Trillo (ESP) |
| 2004. augusztus 17. 14:30 | Rajhel 9      | (15–10) | Li Vej-vej 7 | Sports Pavillion, Athén Játékvezetők: Breto, Huelin Trillo (ESP) |
| 2004. augusztus 17. 14:30 | 5× 3×         |         | 4× 3×        | Sports Pavillion, Athén Játékvezetők: Breto, Huelin Trillo (ESP) |

| 2004. augusztus 19. 19:30 | Brazília (BRA) | 19–21   | Ukrajna (UKR)      | Sports Pavillion, Athén Játékvezetők: Gardinovacki, Maric (SCG) |
| 2004. augusztus 19. 19:30 | A. Silva 6     | (10–10) | Jacenko, Ljapina 5 | Sports Pavillion, Athén Játékvezetők: Gardinovacki, Maric (SCG) |
| 2004. augusztus 19. 19:30 | 4× 3×          |         | 4× 3×              | Sports Pavillion, Athén Játékvezetők: Gardinovacki, Maric (SCG) |

| 2004. augusztus 21. 16:30 | Ukrajna (UKR) | 29–20   | Görögország (GRE) | Sports Pavillion, Athén Játékvezetők: Gardinovacki, Maric (SCG) |
| 2004. augusztus 21. 16:30 | Ljapina 7     | (15–10) | Gólia 10          | Sports Pavillion, Athén Játékvezetők: Gardinovacki, Maric (SCG) |
| 2004. augusztus 21. 16:30 | 4× 3×         |         | 3× 2×             | Sports Pavillion, Athén Játékvezetők: Gardinovacki, Maric (SCG) |

| 2004. augusztus 23. 19:30 | Magyarország (HUN) | 22–23  | Ukrajna (UKR) | Sports Pavillion, Athén Játékvezetők: Oie, Togstad (NOR) |
| 2004. augusztus 23. 19:30 | Radulovics 9       | (12–8) | Ljapina 8     | Sports Pavillion, Athén Játékvezetők: Oie, Togstad (NOR) |
| 2004. augusztus 23. 19:30 | 7× 2×              |        | 6× 3× 1×      | Sports Pavillion, Athén Játékvezetők: Oie, Togstad (NOR) |

Negyeddöntő
| 2004. augusztus 26. 14:30 | Ukrajna (UKR)   | 25–23  | Spanyolország (ESP) | Sports Pavillion, Athén Játékvezetők: Hansson, Olsson (SWE) |
| 2004. augusztus 26. 14:30 | három játékos 4 | (12–9) | Ortuno 6            | Sports Pavillion, Athén Játékvezetők: Hansson, Olsson (SWE) |
| 2004. augusztus 26. 14:30 | 4× 3×           |        | 2× 3×               | Sports Pavillion, Athén Játékvezetők: Hansson, Olsson (SWE) |

Elődöntő
| 2004. augusztus 27. 21:30 | Ukrajna (UKR) | 20–29   | Dánia (DEN) | Sports Pavillion, Athén Játékvezetők: Lemme, Ullrich (GER) |
| 2004. augusztus 27. 21:30 | Ljapina 5     | (11–13) | Fruelund 9  | Sports Pavillion, Athén Játékvezetők: Lemme, Ullrich (GER) |
| 2004. augusztus 27. 21:30 | 4× 4×         |         | 2× 3×       | Sports Pavillion, Athén Játékvezetők: Lemme, Ullrich (GER) |

Bronzmérkőzés
| 2004. augusztus 28. 16:30 | Ukrajna (UKR) | 21–18   | Franciaország (FRA) | Sports Pavillion, Athén Játékvezetők: Pozeznik, Repensek (SLO) |
| 2004. augusztus 28. 16:30 | Verheljuk 6   | (10–10) | Lejeune 7           | Sports Pavillion, Athén Játékvezetők: Pozeznik, Repensek (SLO) |
| 2004. augusztus 28. 16:30 | 8× 4× 1×      |         | 2× 3×               | Sports Pavillion, Athén Játékvezetők: Pozeznik, Repensek (SLO) |

| Csapat        | Helyezés |
| ------------- | -------- |
| Ukrajna (UKR) |          |

## Műugrás
Férfi
| Versenyző                     | Versenyszám          | Selejtező | Selejtező | Elődöntő | Elődöntő | Döntő   | Döntő    |
| Versenyző                     | Versenyszám          | Pont      | Helyezés  | Pont     | Helyezés | Pont    | Helyezés |
| ----------------------------- | -------------------- | --------- | --------- | -------- | -------- | ------- | -------- |
| Dmitro Liszenko               | Egyéni műugrás       | 419,16    | 11.       | 638,73   | 11.      | 629,64  | 11.      |
| Jurij Sljahov                 | Egyéni műugrás       | 377,19    | 26.       | kiesett  | kiesett  | kiesett | kiesett  |
| Roman Vologykov               | Egyéni toronyugrás   | 403,59    | 21.       | kiesett  | kiesett  | kiesett | kiesett  |
| Anton Zaharov                 | Egyéni toronyugrás   | 420,30    | 15.       | 596,07   | 16.      | kiesett | kiesett  |
| Roman Vologykov Anton Zaharov | Szinkron toronyugrás |           |           |          |          | 357,66  | 4.       |

Női
| Versenyző       | Versenyszám        | Selejtező | Selejtező | Elődöntő | Elődöntő | Döntő   | Döntő    |
| Versenyző       | Versenyszám        | Pont      | Helyezés  | Pont     | Helyezés | Pont    | Helyezés |
| --------------- | ------------------ | --------- | --------- | -------- | -------- | ------- | -------- |
| Olena Fedorova  | Egyéni műugrás     | 290,43    | 13.       | 503,28   | 13.      | kiesett | kiesett  |
| Hanna Szorokina | Egyéni műugrás     | 269,52    | 16.       | 474,15   | 16.      | kiesett | kiesett  |
| Olha Leonova    | Egyéni toronyugrás | 271,92    | 23.       | kiesett  | kiesett  | kiesett | kiesett  |
| Olena Zsupina   | Egyéni toronyugrás | 371,10    | 1.        | 543,57   | 4.       | 497,70  | 9.       |

## Ökölvívás
| Versenyző        | Versenyszám     | Selejtező                          | Nyolcaddöntő                          | Negyeddöntő                            | Elődöntő          | Döntő             | Helyezés |
| Versenyző        | Versenyszám     | Ellenfél Eredmény                  | Ellenfél Eredmény                     | Ellenfél Eredmény                      | Ellenfél Eredmény | Ellenfél Eredmény | Helyezés |
| ---------------- | --------------- | ---------------------------------- | ------------------------------------- | -------------------------------------- | ----------------- | ----------------- | -------- |
| Makszim Tretyak  | Harmatsúly      | Argenis Mendez (DOM) · 30-24       | Bedák Zsolt (HUN) · 27-24             | Ağası Məmmədov (AZE) · 12-32           | kiesett           | kiesett           | 5.       |
| Volodimir Kravec | Könnyűsúly      | Syed Asghar Ali Shah (PAK) · 17-21 | kiesett                               | kiesett                                | kiesett           | kiesett           | 17.      |
| Viktor Poljakov  | Váltósúly       | Gerard O'Mahony (AUS) · 54-27      | Xavier Noel (FRA) · 32-25             | Baktijar Artajev (KAZ) · RSC           | kiesett           | kiesett           | 5.       |
| Oleh Maskin      | Középsúly       | Khotso Motau (RSA) · 25-22         | Lukas Wilaschek (GER) · 34-24         | Szurija Praszathinphimaj (THA) · 22-28 | kiesett           | kiesett           | 5.       |
| Andrij Fedcsuk   | Félnehézsúly    | Dzsitender Kumár (IND) · RSC       | Lej Jü-ping (CHN) · 9-17              | kiesett                                | kiesett           | kiesett           | 9.       |
| Olekszij Mazikin | Szupernehézsúly |                                    | Aljakszandr Apanaszjonak (BLR) · 23-5 | Roberto Cammarelle (ITA) · 21-23       | kiesett           | kiesett           | 5.       |

RSC - a játékvezető megállította a mérkőzést

## Öttusa
| Versenyző           | Versenyszám | Lövészet | Lövészet | Lövészet | Vívás    | Vívás | Vívás | Úszás   | Úszás | Úszás | Lovaglás | Lovaglás | Lovaglás | Lovaglás | Futás    | Futás | Futás | Összesen    | Összesen |
| Versenyző           | Versenyszám | Pontszám | Pont     | Hely.    | Eredmény | Pont  | Hely. | Idő     | Pont  | Hely. | Idő      | Hibapont | Pont     | Hely.    | Idő      | Pont  | Hely. | Összes pont | Helyezés |
| ------------------- | ----------- | -------- | -------- | -------- | -------- | ----- | ----- | ------- | ----- | ----- | -------- | -------- | -------- | -------- | -------- | ----- | ----- | ----------- | -------- |
| Viktorija Terescsuk | Női         | 177      | 1060     | 11.      | 11-20    | 692   | 29.*  | 2:19,98 | 1244  | 9.    | 1:08,21  | 84       | 1116     | 15.      | 10:44,68 | 1144  | 2.    | 5256        | 7.       |

* - egy másik versenyzővel azonos időt ért el

## Sportlövészet
Férfi
| Versenyző                | Versenyszám           | Selejtező | Selejtező | Döntő   | Döntő    |
| Versenyző                | Versenyszám           | Pont      | Helyezés  | Pont    | Helyezés |
| ------------------------ | --------------------- | --------- | --------- | ------- | -------- |
| Viktor Makarov           | Légpisztoly           | 578       | 17.**     | kiesett | kiesett  |
| Viktor Makarov           | Szabadpisztoly        | 558       | 10.*      | kiesett | kiesett  |
| Oleh Tkacsov             | Gyorstüzelő pisztoly  | 587       | 5.        | 688,7   | 4.       |
| Artur Ajvazjan           | Légpuska              | 591       | 22.*      | kiesett | kiesett  |
| Artur Ajvazjan           | Sportpuska, fekvő     | 594       | 9.******  | kiesett | kiesett  |
| Artur Ajvazjan           | Sportpuska, összetett | 1166      | 4.*       | 1261,0  | 7.       |
| Jurij Szuhorukov         | Sportpuska, összetett | 1154      | 26.*      | kiesett | kiesett  |
| Jurij Szuhorukov         | Sportpuska, fekvő     | 590       | 32.***    | kiesett | kiesett  |
| Jurij Szuhorukov         | Légpuska              | 590       | 24.****   | kiesett | kiesett  |
| Vladiszlav Prjanisnyikov | Futócéllövészet       | 575       | 7.**      | kiesett | kiesett  |
| Mikola Milcsev           | Skeet                 | 121       | 8.******  | kiesett | kiesett  |

Női
| Versenyző            | Versenyszám           | Selejtező | Selejtező | Döntő   | Döntő    |
| Versenyző            | Versenyszám           | Pont      | Helyezés  | Pont    | Helyezés |
| -------------------- | --------------------- | --------- | --------- | ------- | -------- |
| Julija Korosztiljova | Légpisztoly           | 382       | 10.****   | kiesett | kiesett  |
| Julija Korosztiljova | Sportpisztoly         | 570       | 26.       | kiesett | kiesett  |
| Olena Kosztevics     | Sportpisztoly         | 569       | 27.*      | kiesett | kiesett  |
| Olena Kosztevics     | Légpisztoly           | 384       | 6.**      | 483,3   |          |
| Natalija Kalnis      | Légpuska              | 394       | 14.*****  | kiesett | kiesett  |
| Natalija Kalnis      | Sportpuska, összetett | 579       | 8.        | 677,2   | 8.       |
| Leszja Leszkiv       | Sportpuska, összetett | 575       | 13.**     | kiesett | kiesett  |
| Leszja Leszkiv       | Légpuska              | 394       | 14.*****  | kiesett | kiesett  |
| Viktorija Csujko     | Trap                  | 54        | 15.       | kiesett | kiesett  |

* - egy másik versenyzővel azonos eredményt ért el

** - két másik versenyzővel azonos eredményt ért el

*** - három másik versenyzővel azonos eredményt ért el

**** - négy másik versenyzővel azonos eredményt ért el

***** - öt másik versenyzővel azonos eredményt ért el

****** - hat másik versenyzővel azonos eredményt ért el

## Súlyemelés
Férfi
| Versenyző              | Versenyszám | Szakítás | Szakítás | Lökés    | Lökés    | Összesen | Helyezés |
| Versenyző              | Versenyszám | Eredmény | Helyezés | Eredmény | Helyezés | Összesen | Helyezés |
| ---------------------- | ----------- | -------- | -------- | -------- | -------- | -------- | -------- |
| Anatolij Musik         | 94 kg       | 175,0    | 7.       | 212,5    | 7.***    | 387,5    | 8.       |
| Mikola Horgyijcsuk     | 105 kg      | 185,0    | 8.**     | 210,0    | 13.      | 395,0    | 10.      |
| Ihor Razorjonov        | 105 kg      | 190,0    | 4.**     | 230,0    | 1.*      | 420,0    |          |
| Olekszij Kolokolcev    | +105 kg     | 195,0    | 6.*      | 242,5    | 3.       | 437,5    | 5.       |
| Hennagyij Kraszilnikov | +105 kg     | 200,0    | 5.       | 240,0    | 4.**     | 440,0    | 4.       |

Női
| Versenyző              | Versenyszám | Szakítás | Szakítás | Lökés    | Lökés    | Összesen | Helyezés |
| Versenyző              | Versenyszám | Eredmény | Helyezés | Eredmény | Helyezés | Összesen | Helyezés |
| ---------------------- | ----------- | -------- | -------- | -------- | -------- | -------- | -------- |
| Natalija Szkakun       | 63 kg       | 107,5    | 2.       | 135,0    | 1.       | 242,5    |          |
| Vanda Maszlovszka      | 69 kg       | 110,0    | 5.       | 135,0    | 4.*      | 245,0    | 5.       |
| Olha Korobka           | +75 kg      | 125,0    | 5.**     | 155,0    | 4.**     | 280,0    | 7.       |
| Viktorija Saimardanova | +75 kg      | 130,0    | 1.**     | 150,0    | 8.*      | 280,0    | 5.       |

* - egy másik versenyzővel azonos eredményt ért el

** - két másik versenyzővel azonos eredményt ért el

*** - három másik versenyzővel azonos eredményt ért el

## Szinkronúszás
| Versenyző                       | Versenyszám | Technikai gyakorlat | Technikai gyakorlat | Selejtező        | Selejtező        | Selejtező  | Selejtező  | Döntő            | Döntő            | Döntő      | Döntő      | Helyezés |
| Versenyző                       | Versenyszám | Technikai gyakorlat | Technikai gyakorlat | Szabad gyakorlat | Szabad gyakorlat | Összesítés | Összesítés | Szabad gyakorlat | Szabad gyakorlat | Összesítés | Összesítés | Helyezés |
| Versenyző                       | Versenyszám | Pont                | Hely.               | Pont             | Hely.            | Pont       | Hely.      | Pont             | Hely.            | Pont       | Hely.      | Helyezés |
| ------------------------------- | ----------- | ------------------- | ------------------- | ---------------- | ---------------- | ---------- | ---------- | ---------------- | ---------------- | ---------- | ---------- | -------- |
| Irina Hajvoronszka Darina Jusko | Páros       | 45,417              | 10.                 | 46,084           | 10.              | 91,501     | 10.        | 45,834           | 11.              | 91,251     | 11.        | 11.      |

## Taekwondo
Férfi
| Versenyző           | Versenyszám | Nyolcaddöntő               | Negyeddöntő               | Elődöntő          | Vigaszág első kör          | Vigaszág elődöntő | Bronz- mérkőzés   | Döntő             | Helyezés |
| Versenyző           | Versenyszám | Ellenfél Eredmény          | Ellenfél Eredmény         | Ellenfél Eredmény | Ellenfél Eredmény          | Ellenfél Eredmény | Ellenfél Eredmény | Ellenfél Eredmény | Helyezés |
| ------------------- | ----------- | -------------------------- | ------------------------- | ----------------- | -------------------------- | ----------------- | ----------------- | ----------------- | -------- |
| Olekszandr Saposnik | Légsúly     | Akram Abdulláh (YEM) · 7-5 | Oscar Salazar (MEX) · 2-6 |                   | Yulis Mercedes (DOM) · WDR | kiesett           | kiesett           |                   | 7.       |

WDR - visszalépett

## Tenisz
Női
| Versenyző                               | Versenyszám | 64-es főtábla                       | 32-es főtábla                                                          | Nyolcaddöntő      | Negyeddöntő       | Elődöntő          | Bronz- mérkőzés   | Döntő             | Helyezés |
| Versenyző                               | Versenyszám | Ellenfél Eredmény                   | Ellenfél Eredmény                                                      | Ellenfél Eredmény | Ellenfél Eredmény | Ellenfél Eredmény | Ellenfél Eredmény | Ellenfél Eredmény | Helyezés |
| --------------------------------------- | ----------- | ----------------------------------- | ---------------------------------------------------------------------- | ----------------- | ----------------- | ----------------- | ----------------- | ----------------- | -------- |
| Tetyana Perebijnyisz                    | Egyes       | Dally Randriantefy (MAD) · 6-3, 6-4 | Szugijama Ai (JPN) · 5-7, 4-6                                          | kiesett           | kiesett           | kiesett           | kiesett           | kiesett           | 17.      |
| Julija Bejhelzimer Tetyana Perebijnyisz | Páros       |                                     | Egyesült Államok (USA) · Martina Navratilova · Lisa Raymond · 0-6, 2-6 | kiesett           | kiesett           | kiesett           | kiesett           | kiesett           | 17.      |

## Torna
Férfi
| Versenyző                                                                                              | Versenyszám      | Selejtező | Selejtező | Döntő    | Döntő    |
| Versenyző                                                                                              | Versenyszám      | Pontszám  | Helyezés  | Pontszám | Helyezés |
| --- | ---------------- | --------- | --------- | -------- | -------- |
| Jevhen Bohonoszjuk                                                                                     | Talaj            | 9,500     | 30.       | kiesett  | kiesett  |
| Jevhen Bohonoszjuk                                                                                     | Ugrás            | 8,962     |           | kiesett  | kiesett  |
| Jevhen Bohonoszjuk                                                                                     | Nyújtó           | 9,525     | 38.       | kiesett  | kiesett  |
| Jevhen Bohonoszjuk                                                                                     | Gyűrű            | 9,437     | 52.       | kiesett  | kiesett  |
| Jevhen Bohonoszjuk                                                                                     | Egyéni összetett | 37,424    | 74.       | kiesett  | kiesett  |
| Valerij Honcsarov                                                                                      | Korlát           | 9,737     | 7.        | 9,787    |          |
| Valerij Honcsarov                                                                                      | Nyújtó           | 9,737     | 9.        | 8,887    | 8.       |
| Valerij Honcsarov                                                                                      | Lólengés         | 9,425     | 38.       | kiesett  | kiesett  |
| Valerij Honcsarov                                                                                      | Egyéni összetett | 28,899    | 81.       | kiesett  | kiesett  |
| Vadim Kuvakin                                                                                          | Talaj            | 9,475     | 33.       | kiesett  | kiesett  |
| Vadim Kuvakin                                                                                          | Ugrás            | 9,287     | 16.       | kiesett  | kiesett  |
| Vadim Kuvakin                                                                                          | Korlát           | 8,912     | 65.       | kiesett  | kiesett  |
| Vadim Kuvakin                                                                                          | Gyűrű            | 9,600     | 35.       | kiesett  | kiesett  |
| Vadim Kuvakin                                                                                          | Lólengés         | 9,337     | 41.       | kiesett  | kiesett  |
| Vadim Kuvakin                                                                                          | Egyéni összetett | 46,824    | 56.       | kiesett  | kiesett  |
| Ruszlan Mezencev                                                                                       | Talaj            | 9,650     | 18.       | kiesett  | kiesett  |
| Ruszlan Mezencev                                                                                       | Ugrás            | 9,475     |           | kiesett  | kiesett  |
| Ruszlan Mezencev                                                                                       | Korlát           | 9,437     | 43.       | kiesett  | kiesett  |
| Ruszlan Mezencev                                                                                       | Nyújtó           | 9,037     | 64.       | kiesett  | kiesett  |
| Ruszlan Mezencev                                                                                       | Gyűrű            | 9,687     | 18.       | kiesett  | kiesett  |
| Ruszlan Mezencev                                                                                       | Lólengés         | 9,425     | 39.       | kiesett  | kiesett  |
| Ruszlan Mezencev                                                                                       | Egyéni összetett | 56,711    | 13.       | 56,060   | 16.      |
| Andrij Mihajlicsenko                                                                                   | Talaj            | 9,337     | 45.       | kiesett  | kiesett  |
| Andrij Mihajlicsenko                                                                                   | Ugrás            | 9,550     |           | kiesett  | kiesett  |
| Andrij Mihajlicsenko                                                                                   | Korlát           | 9,575     | 32.       | kiesett  | kiesett  |
| Andrij Mihajlicsenko                                                                                   | Nyújtó           | 8,300     | 74.       | kiesett  | kiesett  |
| Andrij Mihajlicsenko                                                                                   | Lólengés         | 8,650     | 73.       | kiesett  | kiesett  |
| Andrij Mihajlicsenko                                                                                   | Egyéni összetett | 45,412    | 63.       | kiesett  | kiesett  |
| Roman Zozulja                                                                                          | Talaj            | 9,487     | 31.       | kiesett  | kiesett  |
| Roman Zozulja                                                                                          | Ugrás            | 9,337     |           | kiesett  | kiesett  |
| Roman Zozulja                                                                                          | Korlát           | 9,712     | 10.       | kiesett  | kiesett  |
| Roman Zozulja                                                                                          | Nyújtó           | 9,450     | 45.       | kiesett  | kiesett  |
| Roman Zozulja                                                                                          | Gyűrű            | 9,725     | 9.        | kiesett  | kiesett  |
| Roman Zozulja                                                                                          | Lólengés         | 9,562     | 25.       | kiesett  | kiesett  |
| Roman Zozulja                                                                                          | Egyéni összetett | 57,273    | 8.        | 56,999   | 10.      |
| Jevhen Bohonoszjuk Valerij Honcsarov Vadim Kuvakin Ruszlan Mezencev Andrij Mihajlicsenko Roman Zozulja | Csapat összetett | 228,382   | 5.        | 168,244  | 7.       |

Női
| Versenyző                                                                                   | Versenyszám      | Selejtező | Selejtező | Döntő    | Döntő    |
| Versenyző                                                                                   | Versenyszám      | Pontszám  | Helyezés  | Pontszám | Helyezés |
| ------------------------------------------------------------------------------------------- | ---------------- | --------- | --------- | -------- | -------- |
| Mirabella Ahunu                                                                             | Talaj            | 9,475     | 12.       | kiesett  | kiesett  |
| Mirabella Ahunu                                                                             | Ugrás            | 9,237     |           | kiesett  | kiesett  |
| Mirabella Ahunu                                                                             | Felemás korlát   | 8,187     | 80.       | kiesett  | kiesett  |
| Mirabella Ahunu                                                                             | Gerenda          | 8,350     | 71.       | kiesett  | kiesett  |
| Mirabella Ahunu                                                                             | Egyéni összetett | 35,249    | 49.       | kiesett  | kiesett  |
| Alina Kozics                                                                                | Talaj            | 9,562     | 6.        | 8,500    | 8.       |
| Alina Kozics                                                                                | Ugrás            | 9,387     |           | kiesett  | kiesett  |
| Alina Kozics                                                                                | Felemás korlát   | 9,237     | 47.       | kiesett  | kiesett  |
| Alina Kozics                                                                                | Gerenda          | 9,300     | 23.       | kiesett  | kiesett  |
| Alina Kozics                                                                                | Egyéni összetett | 37,486    | 10.       | 37,049   | 11.      |
| Irina Krasznyanszka                                                                         | Felemás korlát   | 9,575     | 12.       | kiesett  | kiesett  |
| Irina Krasznyanszka                                                                         | Gerenda          | 9,112     | 29.       | kiesett  | kiesett  |
| Irina Krasznyanszka                                                                         | Egyéni összetett | 18,687    | 86.       | kiesett  | kiesett  |
| Aljona Kvasa                                                                                | Talaj            | 9,462     | 14.       | kiesett  | kiesett  |
| Aljona Kvasa                                                                                | Ugrás            | 9,381     | 7.        | 9,343    | 6.       |
| Aljona Kvasa                                                                                | Felemás korlát   | 8,850     | 66.       | kiesett  | kiesett  |
| Aljona Kvasa                                                                                | Gerenda          | 8,987     | 37.       | kiesett  | kiesett  |
| Aljona Kvasa                                                                                | Egyéni összetett | 36,711    | 21.       | kiesett  | kiesett  |
| Olha Scserbatih                                                                             | Talaj            | 9,087     | 45.       | kiesett  | kiesett  |
| Olha Scserbatih                                                                             | Ugrás            | 9,337     | 9.        | kiesett  | kiesett  |
| Olha Scserbatih                                                                             | Egyéni összetett | 18,487    | 88.       | kiesett  | kiesett  |
| Irina Jarocka                                                                               | Talaj            | 9,375     | 22.       | kiesett  | kiesett  |
| Irina Jarocka                                                                               | Ugrás            | 9,262     |           | kiesett  | kiesett  |
| Irina Jarocka                                                                               | Felemás korlát   | 9,037     | 59.       | kiesett  | kiesett  |
| Irina Jarocka                                                                               | Gerenda          | 9,475     | 14.       | kiesett  | kiesett  |
| Irina Jarocka                                                                               | Egyéni összetett | 37,149    | 15.       | 37,687   | 6.       |
| Mirabella Ahunu Alina Kozics Irina Krasznyanszka Aljona Kvasa Olha Scserbatih Irina Jarocka | Csapat összetett | 148,908   | 5.        | 112,309  | 4.       |

### Ritmikus gimnasztika
| Versenyző        | Versenyszám | Selejtező | Selejtező | Selejtező | Selejtező | Selejtező | Selejtező | Selejtező | Selejtező | Selejtező | Selejtező | Döntő  | Döntő  | Döntő  | Döntő | Döntő    | Döntő    | Döntő  | Döntő  | Döntő    | Döntő    | Helyezés |
| Versenyző        | Versenyszám | Karika    | Karika    | Labda     | Labda     | Buzogány  | Buzogány  | Szalag    | Szalag    | Összesen  | Összesen  | Karika | Karika | Labda  | Labda | Buzogány | Buzogány | Szalag | Szalag | Összesen | Összesen | Helyezés |
| Versenyző        | Versenyszám | Pont      | Hely.     | Pont      | Hely.     | Pont      | Hely.     | Pont      | Hely.     | Pont      | Hely.     | Pont   | Hely.  | Pont   | Hely. | Pont     | Hely.    | Pont   | Hely.  | Pont     | Hely.    | Helyezés |
| ---------------- | ----------- | --------- | --------- | --------- | --------- | --------- | --------- | --------- | --------- | --------- | --------- | ------ | ------ | ------ | ----- | -------- | -------- | ------ | ------ | -------- | -------- | -------- |
| Hanna Bezszonova | Egyéni      | 25,900    | 4.        | 26,750    | 2.        | 26,750    | 1.        | 25,325    | 3.        | 104,725   | 3.        | 26,500 | 3.     | 26,525 | 4.    | 26,950   | 2.       | 26,725 | 2.     | 106,700  | 3.       |          |
| Natalija Hodunko | Egyéni      | 25,975    | 3.        | 25,900    | 5.        | 26,075    | 3.        | 24,800    | 5.        | 102,750   | 4.        | 25,500 | 4.*    | 25,800 | 5.    | 26,375   | 4.       | 26,125 | 4.     | 103,800  | 5.       | 5.       |

| Versenyző                                                                                      | Versenyszám | Selejtező | Selejtező | Selejtező           | Selejtező           | Selejtező | Selejtező | Döntő   | Döntő   | Döntő               | Döntő               | Döntő    | Döntő    | Helyezés |
| Versenyző                                                                                      | Versenyszám | 5 kötél   | 5 kötél   | 3 karika és 2 labda | 3 karika és 2 labda | Összesen  | Összesen  | 5 kötél | 5 kötél | 3 karika és 2 labda | 3 karika és 2 labda | Összesen | Összesen | Helyezés |
| Versenyző                                                                                      | Versenyszám | Pont      | Hely.     | Pont                | Hely.               | Pont      | Hely.     | Pont    | Hely.   | Pont                | Hely.               | Pont     | Hely.    | Helyezés |
| ---------------------------------------------------------------------------------------------- | ----------- | --------- | --------- | ------------------- | ------------------- | --------- | --------- | ------- | ------- | ------------------- | ------------------- | -------- | -------- | -------- |
| Marija Bila Julija Csernova Olena Dzjubcsuk Jelizaveta Karabas Inha Kozsohina Okszana Paszlasz | Csapat      | 19,350    | 10.       | 22,800              | 8.                  | 42,150    | 9.        | kiesett | kiesett | kiesett             | kiesett             | kiesett  | kiesett  | 9.       |

* - egy másik versenyzővel azonos eredményt ért el

### Trambulin
| Versenyző       | Versenyszám | Selejtező | Selejtező | Döntő    | Döntő    |
| Versenyző       | Versenyszám | Pontszám  | Helyezés  | Pontszám | Helyezés |
| --------------- | ----------- | --------- | --------- | -------- | -------- |
| Jurij Nyikityin | Férfi       | 69,0      | 2.        | 41,5     |          |
| Olena Movcsan   | Női         | 65,8      | 3.        | 37,6     | 5.       |

## Triatlon
| Versenyző              | Versenyszám | 1,5 km úszás | 1,5 km úszás | 40 km kerékpározás | 40 km kerékpározás | 10 km futás      | 10 km futás      | Összesítés    | Összesítés    |
| Versenyző              | Versenyszám | Idő          | Hely.        | Idő                | Hely.              | Idő              | Hely.            | Idő           | Helyezés      |
| ---------------------- | ----------- | ------------ | ------------ | ------------------ | ------------------ | ---------------- | ---------------- | ------------- | ------------- |
| Andrij Hluscsenko      | Férfi       | 18:05        | 10.          | nem teljesítette   | nem teljesítette   | nem teljesítette | nem teljesítette | nem ért célba | nem ért célba |
| Volodimir Polikarpenko | Férfi       | 18:03        | 6.           | 1:05:34            | 42.                | 33:23            | 21.              | 1:57:39,28    | 30.           |

## Úszás
Férfi
| Versenyző                                                                                    | Versenyszám            | Előfutam | Előfutam | Előfutam | Elődöntő | Elődöntő | Elődöntő | Döntő   | Döntő    |
| Versenyző                                                                                    | Versenyszám            | Idő      | Hely.    | Össz.    | Idő      | Hely.    | Össz.    | Idő     | Helyezés |
| -------------------------------------------------------------------------------------------- | ---------------------- | -------- | -------- | -------- | -------- | -------- | -------- | ------- | -------- |
| Vjacseszlav Sirsov                                                                           | 50 m gyors             | 22,96    | 7.       | 28.      | kiesett  | kiesett  | kiesett  | kiesett | kiesett  |
| Olekszandr Volinec                                                                           | 50 m gyors             | 22,41    | 3.*      | 8.*      | 22,18    | 2.**     | 5.**     | 22,26   | 7.       |
| Jurij Jehosin                                                                                | 100 m gyors            | 49,73    | 3.       | 17.*     | kiesett  | kiesett  | kiesett  | kiesett | kiesett  |
| Dmitro Vereitinov                                                                            | 200 m gyors            | 1:51,38  | 1.       | 27.      | kiesett  | kiesett  | kiesett  | kiesett | kiesett  |
| Szerhij Feszenko                                                                             | 400 m gyors            | 3:53,41  | 6.       | 21.      |          |          |          | kiesett | kiesett  |
| Ihor Cservinszkij                                                                            | 1500 m gyors           | 15:12,58 | 2.       | 10.      |          |          |          | kiesett | kiesett  |
| Volodimir Nyikolajcsuk                                                                       | 100 m hát              | 56,62    | 8.       | 27.**    | kiesett  | kiesett  | kiesett  | kiesett | kiesett  |
| Volodimir Nyikolajcsuk                                                                       | 200 m hát              | 2:03,21  | 4.       | 25.      | kiesett  | kiesett  | kiesett  | kiesett | kiesett  |
| Oleh Liszohor                                                                                | 100 m mell             | 1:01,21  | 3.       | 9.       | 1:01,07  | 2.**     | 4.**     | 1:02,42 | 8.       |
| Valerij Dimo                                                                                 | 200 m mell             | 2:15,52  | 2.       | 20.      | kiesett  | kiesett  | kiesett  | kiesett | kiesett  |
| Andrij Szergyinov                                                                            | 100 m pillangó         | 52,05    | 1.       | 2.       | 51,74    | 1.       | 2.       | 51,36   |          |
| Denisz Szilantyjev                                                                           | 100 m pillangó         | 53,46    | 4.       | 21.      | kiesett  | kiesett  | kiesett  | kiesett | kiesett  |
| Denisz Szilantyjev                                                                           | 200 m pillangó         | 1:58,44  | 5.       | 15.      | 1:57,93  | 6.       | 10.      | kiesett | kiesett  |
| Szerhij Advena                                                                               | 200 m pillangó         | 1:58,41  | 4.       | 14.      | 1:58,11  | 7.       | 13.      | kiesett | kiesett  |
| Szerhij Szerhejev                                                                            | 200 m vegyes           | 2:03,26  | 3.       | 22.      | kiesett  | kiesett  | kiesett  | kiesett | kiesett  |
| Dmitro Nazarenko                                                                             | 400 m vegyes           | 4:26,15  | 7.       | 26.      |          |          |          | kiesett | kiesett  |
| Pavlo Hnikin Andrij Szergyinov Denisz Szizonenko Jurij Jehosin                               | 4 × 100 m gyorsváltó   | 3:18,95  | 5.       | 10.      |          |          |          | kiesett | kiesett  |
| Szerhij Advena Szerhij Feszenko Makszim Kokosa Dmitro Vereitinov                             | 4 × 200 m gyorsváltó   | 7:24,13  | 6.       | 12.      |          |          |          | kiesett | kiesett  |
| Pavlo Illicsov Oleh Liszohor Andrij Szergyinov Jurij Jehosin Valerij Dimo Denisz Szilantyjev | 4 × 100 m vegyes váltó | 3:38,85  | 2.       | 8.       |          |          |          | 3:36,87 | 6.       |

Női
| Versenyző                                                         | Versenyszám            | Előfutam | Előfutam | Előfutam | Elődöntő | Elődöntő | Elődöntő | Döntő   | Döntő    |
| Versenyző                                                         | Versenyszám            | Idő      | Hely.    | Össz.    | Idő      | Hely.    | Össz.    | Idő     | Helyezés |
| ----------------------------------------------------------------- | ---------------------- | -------- | -------- | -------- | -------- | -------- | -------- | ------- | -------- |
| Olha Mukomol                                                      | 50 m gyors             | 25,96    | 8.       | 23.      | kiesett  | kiesett  | kiesett  | kiesett | kiesett  |
| Olha Mukomol                                                      | 100 m gyors            | 57,12    | 6.       | 31.      | kiesett  | kiesett  | kiesett  | kiesett | kiesett  |
| Olena Lapunova                                                    | 200 m gyors            | 2:02,71  | 1.       | 22.      | kiesett  | kiesett  | kiesett  | kiesett | kiesett  |
| Olha Bereszneva                                                   | 400 m gyors            | 4:26,30  | 8.       | 38.      |          |          |          | kiesett | kiesett  |
| Olha Bereszneva                                                   | 800 m gyors            | 8:57,96  | 7.       | 20.      |          |          |          | kiesett | kiesett  |
| Irina Amsennyikova                                                | 100 m hát              | 1:02,57  | 5.       | 19.      | kiesett  | kiesett  | kiesett  | kiesett | kiesett  |
| Irina Amsennyikova                                                | 200 m hát              | 2:14,49  | 5.       | 14.      | 2:14,83  | 8.       | 15.      | kiesett | kiesett  |
| Szvitlana Bondarenko                                              | 100 m mell             | 1:09,35  | 3.       | 8.       | 1:08,28  | 3.       | 6.       | 1:08,19 | 7.       |
| Irina Majsztruk                                                   | 200 m mell             | 2:37,42  | 6.       | 29.      | kiesett  | kiesett  | kiesett  | kiesett | kiesett  |
| Katerina Zubkova                                                  | 100 m pillangó         | 1:02,22  | 1.       | 30.      | kiesett  | kiesett  | kiesett  | kiesett | kiesett  |
| Natalija Szamorogyina                                             | 200 m pillangó         | 2:17,15  | 3.       | 27.      | kiesett  | kiesett  | kiesett  | kiesett | kiesett  |
| Jana Klocskova                                                    | 200 m vegyes           | 2:13,40  | 2.       | 2.       | 2:13,30  | 1.       | 1.       | 2:11,14 |          |
| Jana Klocskova                                                    | 400 m vegyes           | 4:38,36  | 1.       | 1.       |          |          |          | 4:34,83 |          |
| Szvitlana Bondarenko Jana Klocskova Olha Mukomol Katerina Zubkova | 4 × 100 m vegyes váltó | 4:09,79  | 5.       | 10.      |          |          |          | kiesett | kiesett  |

* - egy másik versenyzővel azonos időt ért el

** - két másik versenyzővel azonos időt ért el

## Vitorlázás
Férfi
| Versenyző                         | Versenyszám     | Futam | Futam | Futam | Futam | Futam | Futam | Futam    | Futam | Futam | Futam | Futam | Pontszám | Helyezés |
| Versenyző                         | Versenyszám     | 1     | 2     | 3     | 4     | 5     | 6     | 7        | 8     | 9     | 10    | 11    | Pontszám | Helyezés |
| --------------------------------- | --------------- | ----- | ----- | ----- | ----- | ----- | ----- | -------- | ----- | ----- | ----- | ----- | -------- | -------- |
| Makszim Oberemko                  | Szörfvitorlázás | 20    | 14    | 7     | 13    | 20    | 20    | kizárták | 9     | 26    | 11    | 6     | 146      | 174.     |
| Jevhen Braszlavec Ihor Matvijenko | 470-es osztály  | 10    | 4     | 1     |       | 8     | 7     | 18       | 12    | 13    | 24    | 9     | 106      | 9.       |

Női
| Versenyző                                           | Versenyszám     | Futam | Futam | Futam | Futam | Futam | Futam    | Futam | Futam | Futam | Futam | Futam | Pontszám | Helyezés |
| Versenyző                                           | Versenyszám     | 1     | 2     | 3     | 4     | 5     | 6        | 7     | 8     | 9     | 10    | 11    | Pontszám | Helyezés |
| --------------------------------------------------- | --------------- | ----- | ----- | ----- | ----- | ----- | -------- | ----- | ----- | ----- | ----- | ----- | -------- | -------- |
| Olha Maszlivec                                      | Szörfvitorlázás | 5     | 4     | 11    | 12    | 10    | kizárták | 8     | 9     | 11    | 13    | 20    | 103      | 10.      |
| Hanna Kalinyina Szvitlana Matevuseva Ruszlana Taran | Yngling         | 10    | 3     | 9     | 3     | 7     | 2        | 2     | 8     | 1     | 16    | 5     | 50       |          |

Nyílt
| Versenyző                     | Versenyszám        | Futam | Futam | Futam | Futam | Futam | Futam | Futam | Futam | Futam | Futam | Futam | Futam | Futam | Futam | Futam | Futam | Pontszám | Helyezés |
| Versenyző                     | Versenyszám        | 1     | 2     | 3     | 4     | 5     | 6     | 7     | 8     | 9     | 10    | 11    | 12    | 13    | 14    | 15    | 16    | Pontszám | Helyezés |
| ----------------------------- | ------------------ | ----- | ----- | ----- | ----- | ----- | ----- | ----- | ----- | ----- | ----- | ----- | ----- | ----- | ----- | ----- | ----- | -------- | -------- |
| Jurij Orlov                   | Laser              | 36    | 32    | 23    | 29    | 24    | 36    | 40    | 36    | 35    | 30    | 33    |       |       |       |       |       | 314      | 36.      |
| Rogyion Luka Heorhij Leoncsuk | Könnyű 49-es dingi | 4     | 15    | 3     | 7     | 2     | 10    | 7     | 5     | 9     | 5     | 3     | 10    | 6     | 5     | 3     | 3     | 72       |          |

## Vívás
Férfi
| Versenyző                                                                  | Versenyszám       | Selejtező                        | 32-es főtábla                     | Nyolcaddöntő                  | Negyeddöntő                                                                    | Elődöntő                                                                                                 | Bronz- mérkőzés                                                                             | Döntő             | Helyezés |
| Versenyző                                                                  | Versenyszám       | Ellenfél Eredmény                | Ellenfél Eredmény                 | Ellenfél Eredmény             | Ellenfél Eredmény                                                              | Ellenfél Eredmény                                                                                        | Ellenfél Eredmény                                                                           | Ellenfél Eredmény | Helyezés |
| -------------------------------------------------------------------------- | ----------------- | -------------------------------- | --------------------------------- | ----------------------------- | ------------------------------------------------------------------------------ | --- | ------------------------------------------------------------------------------------------- | ----------------- | -------- |
| Dmitro Karjucsenko                                                         | Párbajtőr, egyéni | Abd er-Rahmán Daaíd (ALG) · 15-6 | Christoph Marik (AUT) · 15-7      | Daniel Strigel (GER) · 12-15  | kiesett                                                                        | kiesett                                                                                                  | kiesett                                                                                     | kiesett           | 16.      |
| Makszim Hvoroszt                                                           | Párbajtőr, egyéni |                                  | I Szangjop (KOR) · 11-15          | kiesett                       | kiesett                                                                        | kiesett                                                                                                  | kiesett                                                                                     | kiesett           | 24.      |
| Bohdan Nyikisin                                                            | Párbajtőr, egyéni | Alexandru Nyisztor (ROU) · 6-15  | kiesett                           | kiesett                       | kiesett                                                                        | kiesett                                                                                                  | kiesett                                                                                     | kiesett           | 34.      |
| Volodimir Kaljuzsnij                                                       | Kard, egyéni      |                                  | Alekszej Gyjacsenko (RUS) · 15-10 | Dzmitrij Lapkesz (BLR) · 9-15 | kiesett                                                                        | kiesett                                                                                                  | kiesett                                                                                     | kiesett           | 16.      |
| Volodimir Lukasenko                                                        | Kard, egyéni      |                                  | Renzo Agresta (BRA) · 15-10       | Wiradech Kothny (THA) · 15-11 | Vladiszlav Tretyak (UKR) · 12-15                                               | kiesett                                                                                                  | kiesett                                                                                     | kiesett           | 5.       |
| Vladiszlav Tretyak                                                         | Kard, egyéni      |                                  | Lengyel Balázs (HUN) · 15-12      | Luigi Tarantino (ITA) · 15-8  | Volodimir Lukasenko (UKR) · 15-12                                              | Nemcsik Zsolt (HUN) · 11-15                                                                              | Dzmitrij Lapkesz (BLR) · 15-11                                                              |                   |          |
| Dmitro Karjucsenko Makszim Hvoroszt Bohdan Nyikisin Vitalij Osarov         | Párbajtőr, csapat |                                  |                                   |                               | Magyarország (HUN) · Boczkó Gábor · Imre Géza · Kovács Iván · 34-38            | 5–8. helyért · Egyiptom (EGY) · Muhannad Saif · Yasser Mahmoud · Ahmed Nabíl · 45-36                     | 5. helyért · Egyesült Államok (USA) · Seth Kelsey · Cody Mattern · Joseph Viviani · 45-33   |                   | 5.       |
| Volodimir Kaljuzsnij Volodimir Lukasenko Oleh Sturbabin Vladiszlav Tretyak | Kard, csapat      |                                  |                                   |                               | Olaszország (ITA) · Aldo Montano · Gianpiero Pastore · Luigi Tarantino · 44-45 | 5–8. helyért · Görögország (GRE) · Máriosz Bazmadzián · Jason Dourakos · Konsztandínosz Manétasz · 45-39 | 5. helyért · Magyarország (HUN) · Ferjancsik Domonkos · Fodor Kende · Nemcsik Zsolt · 40-45 |                   | 6.       |

Női
| Versenyző           | Versenyszám       | Selejtező         | 32-es főtábla                | Nyolcaddöntő      | Negyeddöntő       | Elődöntő          | Bronz- mérkőzés   | Döntő             | Helyezés |
| Versenyző           | Versenyszám       | Ellenfél Eredmény | Ellenfél Eredmény            | Ellenfél Eredmény | Ellenfél Eredmény | Ellenfél Eredmény | Ellenfél Eredmény | Ellenfél Eredmény | Helyezés |
| ------------------- | ----------------- | ----------------- | ---------------------------- | ----------------- | ----------------- | ----------------- | ----------------- | ----------------- | -------- |
| Nagyija Kazimircsuk | Párbajtőr, egyéni |                   | Csang Li (CHN) · 9-10        | kiesett           | kiesett           | kiesett           | kiesett           | kiesett           | 23.      |
| Darina Nedaskivszka | Kard, egyéni      |                   | Cécile Argiolas (FRA) · 9-15 | kiesett           | kiesett           | kiesett           | kiesett           | kiesett           | 21.      |